# Abies fabri
Abies fabri je jehličnatý strom z čeledi borovicovité, z rodu jedle (Abies). Vyskytuje se pouze v Číně.

## Synonyma
- Keteleeria fabri
- Abies delavayi var. fabri

V některých nabídkách zahradnických firem se lze setkat s českým překladem anglického názvu Faber's fir, jedle Faberova.

## Popis
Stálezelený, jehličnatý strom, dorůstající do výšky 40 m. Koruna je kuželovitá, borka šedá, vločkovitá, letorosty světle hnědé. Jehlice jsou 1,5-3 cm dlouhé a 2-2,5 mm široké, světle zelené. Krátce válcovité šišky jsou 6-11 cm dlouhé a 3-4,5 cm široké, zpočátku modré, později hnědomodré. Semena jsou 1,3-1,6 cm dlouhá, s hnědočerným křídlem. Strom kvete v květnu, semena dozrávají v říjnu.

## Příbuznost
Jedle Abies fabri existuje ve dvou poddruzích:
- Abies fabri subsp. fabri
- Abies fabri subsp. minensis.

Je příbuzná jedlím Abies delavayi, Abies forrestii a Abies fargesii.

## Výskyt
Tato jedle roste v Číně v provincii S'-čchuan, kde se vyskytuje endemicky. Je to oblast se silnými monzunovými dešti.

## Ekologie
Strom roste v nadmořských výškách 2000-3600 m ve vlhkém a studeném klimatu. Má rád dostatek slunce a vody. Odolává mrazu do -17 °C.

## Využití člověkem
Dřevo je využíváno ve stavebnictví a k výrobě nábytku.

## Ohrožení
Strom je hodnocen jako zranitelný. Na posvátném místě buddhismu hoře Emei je tato jedle chráněna spolu s "posvátnou horou". Nicméně i zde škodí její populaci kyselé deště, které stromy poškozují a ničí. Mimo horu Emei je strom hodně kácen, jeho populace klesá. Podle informací z IUCN byl poslední dobou v západní Číně vyhlášen zákaz kácení.